# The London Chuck Berry Sessions
The London Chuck Berry Sessions — студійний/концертний альбом американського рок-н-рольного музиканта Чака Беррі, випущений у жовтні 1972 року лейблом Chess Records. Записаний у 1972 році на студії Pye Studios в Лондоні (сторона «А») (Англія) і під час Ланкастерського фестивалю мистецтв в Ковентрі (сторона «В»).
У 1972 році альбом посів 8-е місце в чарті R&B Albums і 8-е місце у чарті Billboard 200 журналу «Billboard». У 1972 році сингл «My Ding-A-Ling» посів 42-е місце в чарті R&B Singles і 1-е місце в чарті Billboard Hot 100.
27 жовтня 1972 року альбом став золотим і був проданий 1 000 000 тиражем.

## Історія
У травні 1970 року Хаулін Вульф прибув в Лондон на студію Olympic Sound Studios для запису альбому The London Howlin' Wolf Sessions. Альбом вийшов у серпні 1971 року і посів 28-е місце в чарті R&B Albums і 79-е в Billboard 200. Через успіх Вульфа, Мадді Вотерс записав власний альбом The London Muddy Waters Sessions у грудні 1971 року; Чак Беррі зробив запис в Англії у 1972 році.
Сторона «А» альбому була записана на студії Pye Studios в Лондоні, де до Беррі приєднались музиканти Ієн Мак-Леген і Кенні Джонс з гурту the Faces. Сторона «Б» була записана під час Ланкастерського фестивалю мистецтв в Ковентрі, де були записані «My Ding-a-Ling» і «Reelin' and Rockin'», які стали хітами для Беррі вперше за багато років. («My Ding-a-Ling» посіла 1-е місце в чарті Billboard Hot 100). У 1972 році альбом посів 8-е місце в чарті R&B Albums і 8-е місце у чарті Billboard 200 журналу «Billboard».
27 жовтня 1972 року (менше місяця після виходу) альбом вже став золотим і був проданий 1 000 000 тиражем.

## Список композицій
Сторона «А»
1. «Let's Boogie» (Чак Беррі)  — 3:13
2. «Mean Old World» (Волтер Джейкобс) — 5:58
3. «I Will Not Let You Go» (Чак Беррі) — 2:49
4. «London Berry Blues» (Чак Беррі) — 5:56
5. «I Love You» (Чак Беррі)  — 3:26

Сторона «В»
1. «Reelin' and Rockin'» (Чак Беррі) — 7:10
2. «My Ding-A-Ling» (Чак Беррі) — 11:52
3. «Johnny B. Goode» (Чак Беррі) — 4:38

Сторона «А» була записана на студії Pye Studios в Лондоні, а сторона «Б» — під час Ланкастерського фестивалю мистецтв в Ковентрі.

## Учасники запису
- Чак Беррі — вокал, гітара
- Дерек Гріффітс — гітара (А 1-5)
- Оуен Макінтайр — гітара (В 1-3)
- Нік Поттер — бас (В 1-3)
- Ієн Маклаген — фортепіано (А 1-5)
- Дейв Кафінетті — фортепіано (В 1-3)
- Кенні Джонс — ударні (А 1-5)
- Роббі Макінтош — ударні (В 1-3)

Технічний персонал
- Есмонд Едвардс — продюсер
- Девід Крігер — артдиректор
- Тім Льюїс — обкладинка

## Хіт-паради
Альбоми
| Рік  | Чарт          | Позиція |
| ---- | ------------- | ------- |
| 1972 | R&B Albums    | 8       |
| 1972 | Billboard 200 | 8       |

Сингли
| Рік  | Сингл            | Чарт              | Позиція |
| ---- | ---------------- | ----------------- | ------- |
| 1972 | «My Ding-A-Ling» | R&B Singles       | 42      |
| 1972 | «My Ding-A-Ling» | Billboard Hot 100 | 1       |

## Продажі
| Країна     | Сертифікат | Продажі   |
| ---------- | ---------- | --------- |
| США (RIAA) | золотий    | 1 000 000 |